# Fred Frith

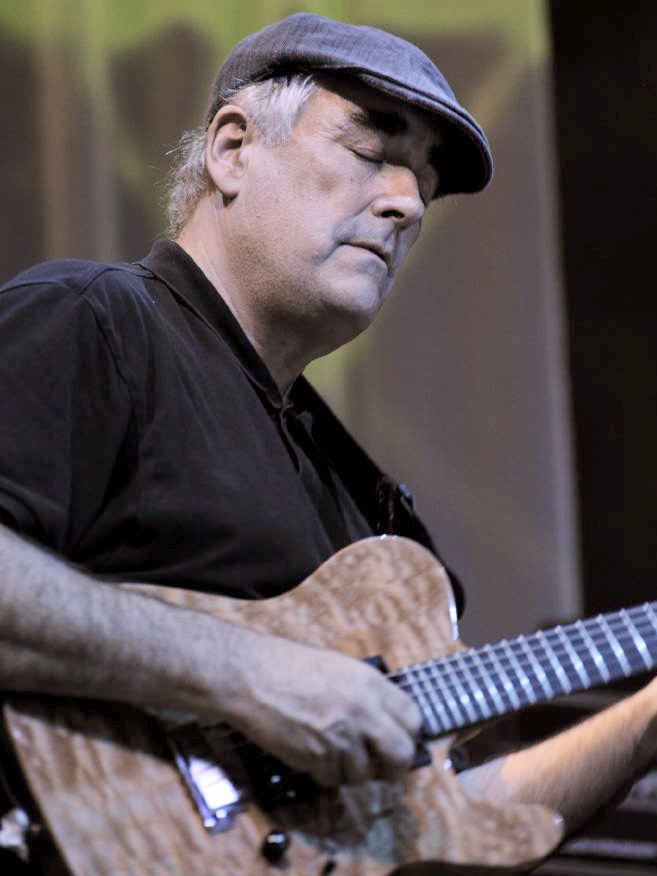
Fred Frith op Moers Jazz Festival in 2010

Fred Frith (Heathfield (East Sussex), 17 februari 1949) is een Engelse multi-instrumentalist en componist en wordt beschouwd als een van de belangrijkste musici in de hedendaagse experimentele muziek. Sinds het begin van de jaren zeventig heeft hij in vele groepen gespeeld en aan talloze tijdelijke projecten meegedaan. Hij is op meer dan 400 platen te horen. Frith speelt onder meer gitaar, basgitaar en viool. De laatste jaren componeert hij ook 'serieuze' moderne klassieke muziek. In mei 2008 kreeg hij voor zijn werk in de experimentele muziek de Demetrio Stratos Prize.

## Het begin
Fred Frith werd geboren in een zeer muzikale familie en begon op 5-jarige leeftijd viool te spelen. Later volgde de piano en toen hij dertien was kwam daar de gitaar bij. Hij leerde gitaar spelen met een boek met gitaar-akkoorden. Op school speelde hij in een bandje, dat covers van The Shadows en The Beatles speelde. Frith ontdekte de blues door muzikanten als Alexis Korner en het repertoire van het groepje veranderde in blues-songs. In 1967 had hij zijn eerste optredens in folk-clubs in het noorden van Engeland. Frith ging naar allerlei muziek met gitaren luisteren, maar ook naar allerlei exotische muziek, zoals Indiase en Japanse muziek.

## Periode Henry Cow
In 1968 ging hij naar Cambridge, waar hij Engelse literatuur studeerde. Hier werden zijn muzikale grenzen verder verlegd door zijn kennismaking met muziek van John Cage en Frank Zappa. In een bluesclub op de campus ontmoette hij dat jaar bovendien mede-student Tim Hodgkinson. Ze improviseerden een halfuurtje, Frith op viool en Hodgkinson op zijn sax, en richtten ter plekke de band Henry Cow op. Deze art-rock-band zou tien jaar bestaan en zes albums opnemen. De groep speelde grensverleggende avant-garde-rock en zou zeer invloedrijk zijn. Frith speelde er gitaar, viool, bas, piano en xylofoon. De band kende in die periode verschillende samenstellingen. Vanaf 1971 maakte drummer Chris Cutler deel uit van de groep. Andere groepsleden waren onder meer Lindsay Cooper, Peter Blegvad en John Greaves. 
De muziek van Henry Cow dwong Fred Frith en zijn mede-muzikanten hun instrumenten op een nieuwe wijze te benaderen. Voor Frith betekende dit, dat hij experimenteerde en de grenzen van zijn gitaarspel verlegde. Dit is te horen op zijn eerste solo-plaat uit 1974, 'Guitar Solos', een plaat die na de release al werd gezien als een landmark-album: innovatief en gewaagd. 'Guitar Solos', opgenomen in vier dagen (zonder overdubbing) trok de aandacht van onder meer Brian Eno. Het leidde tot Friths deelname aan twee Eno-platen: 'Before and After Science' (1977) en 'Music for Films' (1978).
Tijdens opnames voor het laatste Henry Cow-album ontstond onenigheid over de inhoud van de plaat. Frith en Cutler wilden meer songs, Hodgkinson en Cooper vooral instrumentale composities. Als compromis werd besloten de songs uit te brengen op de plaat 'Hopes and Fears' onder de groepsnaam Art Bears. De instrumentale Henry Cow-opnamen kwamen uit op 'Western Culture'. Henry Cow ging uit elkaar en Frith en Cutler gingen samen verder in de studiogroep Art Bears, dat nog twee albums zou uitbrengen, 'Winter Songs' (1979) en 'The World as It Is Today' (1981). In 1980 kwam Friths tweede solo-album uit, waarmee hij zich bevrijdde van de gestructureerde en georkestreerde muziek van Henry Cow. Hij experimenteerde op deze plaat met onder meer folk en dance.

## New York
Eind 1979 vertrok Frith naar New York, waar hij zich stortte in de lokale avant-garde-muziekscene en in de veertien jaar dat hij er woonde met talloze muzikanten zou spelen. Hij speelde en nam platen op met onder meer Henry Kaiser, Bob Ostertag, Tom Cora, Eugene Chadbourne, Zeena Parkins, Ikue Mori, the Residents, 'Material' (van Bill Laswell, the Golden Palominos (met Anton Fier) en Curlew. Hij maakte deel uit van John Zorns Naked City en richtte zelf drie bands op: 
- Massacre, met Bill Laswell (bas) en Fred Maher (drums), werd opgericht in 1980 en maakte experimentele rock met een hoog energie-gehalte. De groep maakte in 1981 het album 'Killing Time', ging uit elkaar, maar zou in 1998 weer bij elkaar komen en vier platen opnemen (waaronder een live-album).
- Skeleton Crew (opgericht in 1982) was aanvankelijk een duo met cellist Tom Cora, maar werd in 1984 uitgebreid met Zeena Parkins (onder meer harp). De groep maakte twee platen: 'Learn to Talk' (alleen met Cora, 1984) en 'The Country of Blinds').
- Keep the Dog was een sextet, opgericht in 1989. De groep bestond uit Frith, René Lussier, Jean Derome, Parkins, Ostertag en Kevin Norton (later vervangen door Charles Hayward). De band toerde uitgebreid en bracht een dubbel-cd uit met opnames van hun laatste optredens in 1991.

In de jaren tachtig begon Frith te componeren voor dans, film en muziek, zoals te horen is op solo-albums als 'The Technology of Tears (And Other Music for Dance and Theatre)' (1988, Frith speelt bijna alle instrumenten) en 'Middle of the Moment' (1995, voor de gelijknamige documentaire, met geluidscollages). Ook begon hij, eind jaren tachtig, te componeren voor andere musici en groepen, zoals Rova Saxophone Quartet, Ensemble Modern en Arditti Quartet.
Eind jaren tachtig richtte Frith zijn eigen Fred Frith Guitar Quartet op, met de gitaristen René Lussier, Nick Didkovsky en Mark Stewart. Het kwartet toerde de volgende tien jaar uitgebreid en nam twee cd's op, 'Ayaya Moses' (1997) en 'Upbeat' (1999).

## Jaren negentig
In 1990 maakten Nicolas Humbert en Werner Penzel een documentaire over Fred Frith, 'Step Across the Border', waarin verschillende musici te zien en horen zijn, waaronder Iva Bittova, Tom Cora en John Zorn. De film kreeg verschillende prijzen op filmfestivals en werd in 2000 door critici van Cahiers du Cinéma verkozen als een van de honderd belangrijkste films in de film-geschiedenis. 

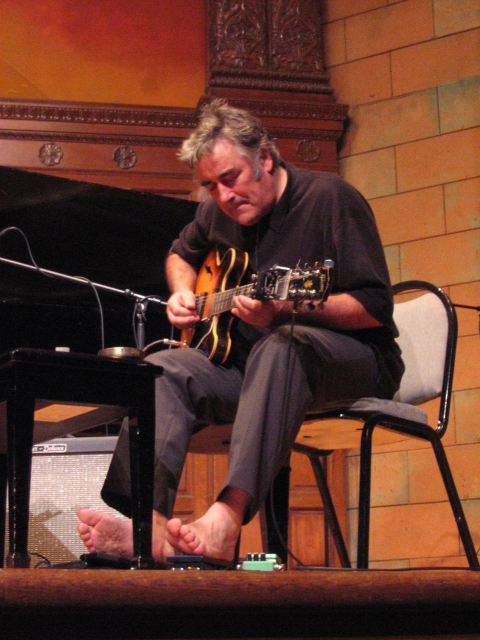
Fred Frith in Oakland, 2005

In 1995 verhuisde Frith naar Stuttgart, waar hij met zijn vrouw Heike Liss, een fotografe, en kinderen woonde. Van 1994 tot 1996 was hij 'composer in residence' aan de L'Ecole Nationale de Musique in Villeurbanne in Frankrijk. In 1997 verhuisde hij naar Amerika, waar hij in 1999 aan Mills College in Oakland les ging geven in compositie, 'contemporary performance' en improvisatie.
In 1997 richtte Frith het experimentele trio Maybe Monday op, met Larry Ochs en koto-speler Miya Masaoka, dat drie platen zou uitbrengen.

## De laatste jaren
Door de jaren heen bleef Frith met enkele leden van Henry Cow contact houden en speelde hij af en toe met ze, vooral met Chris Cutler. Van sommige concertopnamen zijn platen verschenen.
In 2002 richtte Frith zijn eigen platen-label op, Fred Records, dat al verschenen en nog niet verschenen materiaal uitbrengt.
De afgelopen jaren heeft Frith onder meer samengewerkt met Wu Fei, Camel Zekri, Eitetsu Hayashi, Trilok Gurtu, Chris Brown, Louis Sclavis en Evelyn Glennie (met wie hij een plaat maakte, 'The Sugar Factory'). Hij schreef opnieuw muziek voor een choreografie van Amanda Miller. In maart 2008 formeerde Frith Cosa Brava, een experimenteel rock- en improvisatiekwartet met Zeena Parkins (keyboards, accordeon), Carla Kihlstedt (viool), Matthias Bossi (drums) en the Norman Conquest (sound manipulatie).

## Fred Frith in Nederland
Frith heeft met enkele van zijn groepen of in een gelegenheidsproject opgetreden in Nederland, zoals Skeleton Crew, Fred Frith Guitar Quartet en Cosa Brava. In 2003 stond een deel van het Holland Festival in het teken van Fred Frith. Zo trad Naked City met Frith op, voerde Arditti Quartet Friths 'Walking in Circles' uit en werd 'Step Across the Border' vertoond.

## Discografie (selectie)
Solo
- Guitar Solos, Caroline, 1974
- Gravity, Ralph, 1980
- Speechless, Ralph, 1981
- Live in Japan, Recommended Rec., 1982
- Cheap at Half the Price, Ralph, 1983
- The Technology of Tears (And Other Music for Dance and Theatre), RecRec, 1988
- The Top of His Head (soundtrack voor gelijknamige film), Crammed Discs, 1989
- Step Across the Border (soundtrack voor gelijknamige film), RecRec, 1990
- Quartets (met Fred Frith Guitar Quartet en Violet Wires String Quartet), RecRec, 1994
- Middle of the Moment (soundtrack voor gelijknamige film), RecRec, 1995
- Eye to Ear, Tzadik, 1997
- The Previous Evening (Music for Dance vol. 4), Recommended, 1997
- Stone, Brick, Glass, Wood, Wire (Graphic Scores 1986-1996), 1999
- Clearing, Tzadik, 2001
- Prints: Snapshots, Postcards, Messages and Miniatures, 1987-2001, Fred, 2002
- Accidental (Music for Dance vol. 3), Fred, 2003
- Rivers and Tides (soundtrack voor gelijknamige film), Winter & Winter, 2003
- Eye to Ear II, Tzadik, 2004
- Eleventh Hour, (met het Arditti Quartet), Winter & Winter, 2005
- The Happy End Problem (Music for Dance vol. 5), Fred, 2006
- To Sail, To Sail, 2008
- Nowhere/Sideshow/Thin Air, 2009
- Eye to Ear III, 2010

Samenwerking met anderen (selectie)
- With Friends Like These (met Henry Kaiser), Metalanguage, 1979
- Who Needs Enemies (met Henry Kaiser), Metalanguage, 1983
- Live in Prague and Washington (met Chris Cutler), Recommended, 1983
- French Gigs (met Lol Coxhill), AAA, 1983
- With Enemies Like These, Who Needs Friends (met Henry Kaiser), SST, 1987
- Nous Autres (met René Lussier), Les Disques Victo, 1987
- Live Improvisations (met Tim Hodgkinson) Woof, 1992
- Subsonic 1. Sounds of a Distant Episode (met Marc Ribot, Sub Rosa/Subsonic, 1994
- Live in Trondheim, Berlin, Limoges (met Chris Cutler), Recommended, 1994
- Etymology (met Tom Cora), Rarefaction, 1997
- 2 Gentlemen in Verona (met Chris Cutler), Recommended, 2000
- Traffic Continues (met Ensemble Modern), Winter & Winter, 2000
- Later... (met Mark Dresser en Ikue Mori), Les Disques Victo, 2000
- I Dream Of You Jumping (met J.P. Drouet en Louis Sclavis), Les Discques Vito, 2001
- The Compass, Log and Lead (met Carla Kihlstedt en Stevie Wishart), 2005
- Duo (Victoriaville) 2005  (met Anthony Braxton), Les Disques Victo, 2006
- The Sugar Factory (met Evelyn Glennie), tzadik, 2007
- Cutter Heads (met Chris Brown), Intakt, 2007
- The Stone: Issue Two, Tzadik, 2007
- Late Works (met John Zorn), 2010
- Long as in Short, Walk as in Run (met Annie Lewandowski), 2011